# Seidlitzia florida
Seidlitzia florida là loài thực vật có hoa thuộc họ Dền. Loài này được (M. Bieb.) Boiss. miêu tả khoa học đầu tiên năm 1879.